# Plaza Manco Cápac (Metro de Lima y Callao)
Plaza Manco Cápac es la decimocuarta estación actualmente en construcción de la línea 2 del Metro de Lima y Callao, en Perú. Será construida de manera subterránea en el distrito de La Victoria. Se tiene previsto su inauguración general en 2026.
En marzo de 2024, la tuneladora  ‘Delia’ llega hasta la estación Manco Cápac. La tuneladora seguirá en la etapa 1B hasta la estación Parque Murillo. A partir de ahí se iniciará la perforación de la etapa 2 hasta la estación Insurgentes.
En abril de 2024, se informó que las obras civiles de la estación tiene un avance de 90%. En septiembre de 2024, se informó que tiene un avance en obras civiles de 97% 
Estará ubicada en la avenida 28 de Julio con la avenida Manco Cápac.